# Yvonne Wansart
Yvonne Wansart (* 21. Mai 1974 in Köln) ist eine ehemalige deutsche Judoka, die 1997 Europameisterin war.

## Sportliche Karriere
Die 1,76 m große Yvonne Wansart kämpfte im Mittelgewicht. Das war bis 1997 die Gewichtsklasse bis 66 Kilogramm, ab 1998 waren hier 70 Kilogramm die Obergrenze. 1996 gewann Wansart die British Open. 1997 belegte sie bei den Deutschen Meisterschaften den zweiten Platz hinter Anja von Rekowski. Zwei Monate später fanden in Ostende die Europameisterschaften 1997 statt. Wansart besiegte im Viertelfinale die Britin Kate Howey und im Halbfinale die Italienerin Emanuela Pierantozzi. Im Finale gewann sie den Titel gegen die Spanierin Úrsula Martín.
1998 gewann Wansart den deutschen Meistertitel. Bei den Europameisterschaften 1998 schied sie in ihrem ersten Kampf gegen die Französin Carine Varlez aus. im Herbst 1998 erkämpfte Wansart eine Bronzemedaille bei den Weltmeisterschaften der Studierenden. 1999 gewann sie das Weltcup-Turnier in München. Bei den Europameisterschaften 1999 in Bratislava unterlag Wansart im Viertelfinale der Russin Julija Kusina. Mit Siegen über die Slowenin Maja Frece, die Portugiesin Catarina Rodrigues und die Ukrainerin Tetjana Beljajewa erkämpfte Wansart eine Bronzemedaille. Viereinhalb Monate später bei den Weltmeisterschaften 1999 in Birmingham unterlag sie im Achtelfinale Kate Howey. Mit drei Siegen in der Hoffnungsrunde erreichte sie den Kampf um Bronze, den sie gegen die Italienerin Ylenia Scapin verlor. Kurz nach den Weltmeisterschaften gewann Wansart ihren zweiten deutschen Meistertitel. Bei den Olympischen Spielen 2000 in Sydney besiegte Wansart die Französin Karine Rambault und unterlag im Achtelfinale nach zwölf Sekunden der späteren Olympiasiegerin Sibelis Veranes aus Kuba. In der Hoffnungsrunde bezwang sie Sandra Bacher aus den Vereinigten Staaten und verlor gegen Ylenia Scapin. Am Ende belegte sie den siebten Platz. 2002 erreichte Yvonne Wansart noch einmal das Finale bei den Deutschen Meisterschaften und unterlag Annett Böhm.
Mit der Mannschaft der ASG Elsdorf war Yvonne Wansart 1998, 2001 und 2002 Deutsche Meisterin.